# Darina Bialeková
Darina Bialeková (Csorba, 1934. július 6. –) szlovák régész, a nyitrai Régészeti Intézet munkatársa, a Szlovák Régészeti Társaság Informátorának alapítója, a szlávok kora középkori régészeti anyagának kutatója.

## Élete
Egyetemi tanulmányait 1952–1957 között végezte a pozsonyi Comenius Egyetem Bölcsész karán. 1957-től a nyitrai Régészeti Intézet munkatársa, 1991–1996 között pedig ugyanott a kora középkori tagozat vezetője. 1990–1996 között a Szlovák Régészeti Társaság elnöke volt. 2005-ben vonult nyugdíjba.
1965-ben a Német Demokratikus Köztársaságban, 1967-ben a Szovjetunióban, 1969-ben a Német Szövetségi Köztársaságban, 1986-ban pedig Egyiptomban járt tanulmányúton.

## Kitüntetései
- 1995 Ľudovít Štúr ezüst érdemplakett

## Tagságai
- Szlovák régészeti társaság
- L’union international d’archéologie slave
- 1974–1980 A régészeti intézet Szlovákia régészeti topográfiáján dolgozó komissziójának titkára
- 1980–1988 A régészeti intézet Szlovákia régészeti topográfiáján dolgozó komissziójának elnöke
- 1991–1998 A Szlovák Tudományos Akadémia Régészeti Intézetének Tudományos Tanácsa

## Művei
- 1962 Nové včasnoslovanské nálezy z juhozápadného Slovenska, Slovenská archeológia X–1, 97–148.
- 1965 Výskum slovanského hradiska v Pobedíme roku 1964, Archeologické rozhledy 17–4, 530–538.
- 1967 Žltá keramika z pohrebísk obdobia avarskej ríše v Karpatskej kotline, Slovenská archeológia XV–1, 5–76.
- 1968 Zur Frage der Genesis der gelben Keramik aus der Zeit des awarischen Kaganates im Karpatenbecken, Študijné Zvesti 16, 21–33.
- 1968 Zur Frage der grauen Keramik aus Gräberfeldern der Awarenzeit im Karpatenbecken, Slovenská archeológia XVI–1, 205–227.
- 1971 Influence carolingienne sur l'art de la slovaque du sud-ouest sous le jour des recherches effectuées à Pobedim - distr. Trenčín. In: Conférence Internationale Szeged, 103-110.
- 1972 Výskum slovanského pohrebiska v Pobedime, okres Trenčín, Archeologické rozhledy 24, 121–129.
- 1973 Beziehungen zwischen Mittelasien und dem Karpatenbecken im 6–8. Jahrhundert, in: Berichte über den II. Internationalen Kongress für Slawische Archäologie II. Berlin, 321–330.
- 1980 Slovanské obdobie, Slovenská archeológia XXVIII–1.
- 1981 Dávne slovanské kováčstvo. Bratislava (tsz.)
- 1989 Pramene k dejinám osídlenia Slovenska z konca 5. až z 13. storočia I. Nitra (tsz.)
- 1992 Pramene k dejinám osídlenia Slovenska z konca 5. až z 13. storočia II. Nitra (tsz.)

## Külső hivatkozások
- Darina Bialeková